# ホメーロス問題

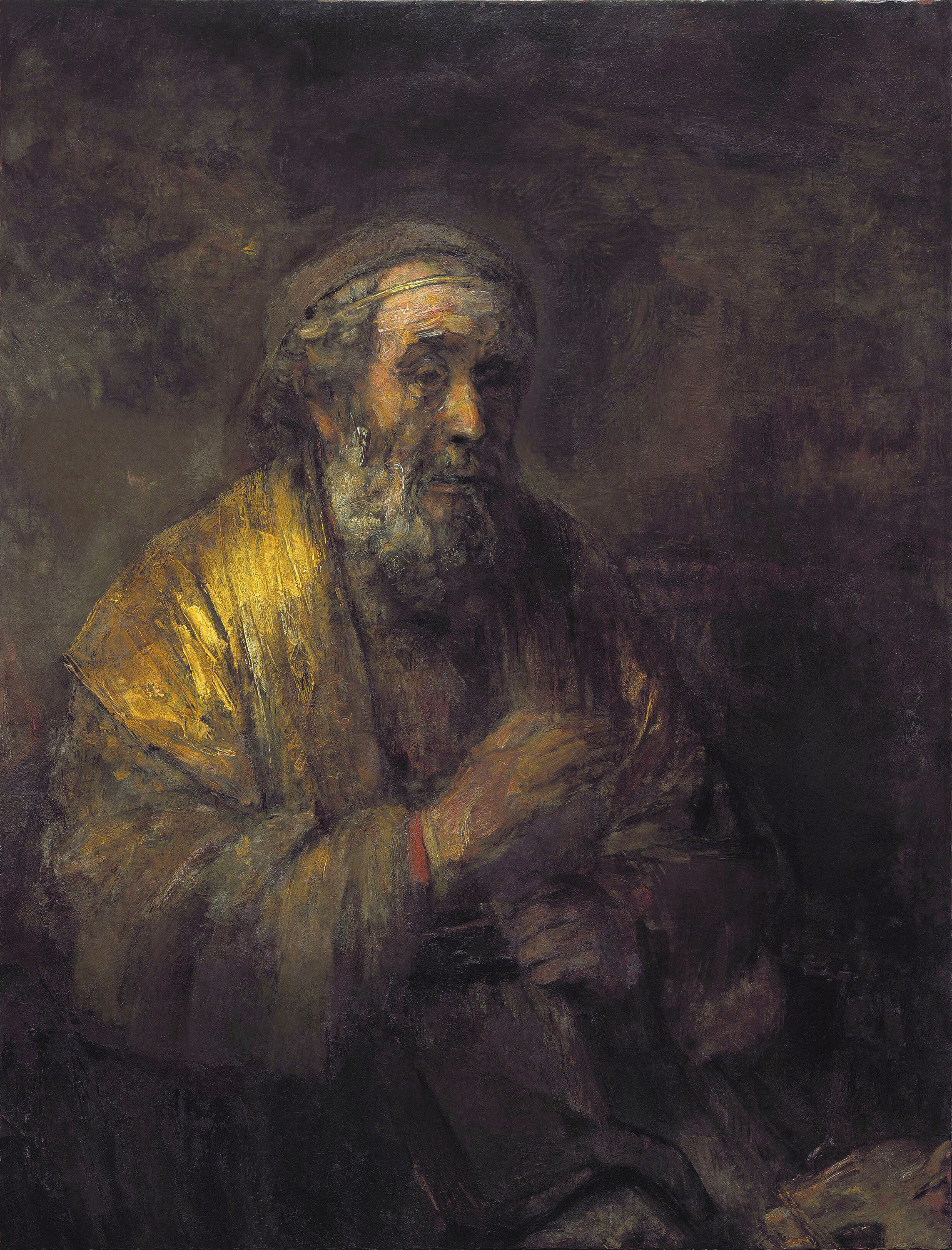
レンブラントの描いたホメーロス

ホメーロス問題（ホメーロスもんだい）とは、ホメーロスの正体と、『イーリアス』と『オデュッセイア』の著述に関しての論争のこと。この論争は古代からあるが、基本的には19世紀から20世紀の間に討論された。伝統的な口誦詩の研究が進むにつれて、ホメーロス問題は重要性が薄れるか、または少なくとも抜本的に再公式化されるようになった。

## 今日の研究状況
ホメーロス問題の研究史を総合した結果、大体のところ次のような仮説が受け入れられている。
- ホメーロス（紀元前700年頃）以前、既にトロイア伝説の素材が存在した。
- 確固たるヘクサメトロスの形式で口述によって即興で詩作する伝統は、ホメーロスの時代にして既に約850年の歴史を持つものであった。
- ホメーロス個人は有能な歌い手であり、文字使用を通じて過去100年に渡って蓄積されてきた素材を構成するノウハウを利用し、手持ちの伝説の素材の平均的形態を一つ（『イーリアス』と『オデュッセイア』の起草者が同一であることを了承するのなら、二つとも言える）、独力で作り上げた。
  - 51日間の物語で語られる、「アキレウスの恨み」に力点を置いた、トロイア陥落の遅延に関する詩＝『イーリアス』
  - 40日間の物語で語られる、トロイア戦争参加者オデュッセウスの帰還が成功することについての詩（オデュッセウスの帰郷）＝『オデュッセイア』

両者の叙事詩は、口承から著作への移行期間の（ヨーロッパ文化史中の）固有の局面に於ける産物である。双方の著作はおそらくは文字使用のもとで構想され確定されたが、ギリシア文化の文字使用化が完了するに至るまでは、ラプソドスたちによって口承で普及されたのである。
この仮説を根拠付けるため、現在では世界中で研究が行われている。

## 歴史の概観-古代文献学
古代のホメーロス文献学は紀元前2世紀及び紀元前3世紀に全盛期を迎えた。最初の論争の中心はアレクサンドリア大図書館であった。ホメーロス注解者であったエフェソスのゼノドトス（紀元前325年〜紀元前234年）は叙事詩を24巻に分割することを始め、その弟子であったビュザンティオンのアリストファネス（紀元前257年〜紀元前180年）やサモトラケのアリスタルコス（紀元前217年〜紀元前145年）は個々の詩句や詩句群の正当性を巡る議論を行った。こうした研究によっていくつかのテクストの集合を抹消することすら行われた。しかしこの際、双方の叙事詩が一人の著者によって起草されたことを疑うものは一人もいなかった。このような疑問はこの時代にはほとんど現れなかったのである。
一人の著者が叙事詩の起草者であることについては、紀元前2世紀になって初めて、急進的なコリゾンテン学派（分割学派）によって否定された。分割学派には文法家のクセノンやヘラニコスらがいた。分割学派は相反する見解を代表していたアリスタルコスと活発に論争した。やがてこの論争は両叙事詩の構造の起源について決定的な考察に帰結した。ある理論によれば、アテーナイの僭主であったペイシストラトスが今まで混乱・混淆していたホメーロスの諸巻を固有の正統的評価に従って整理した、というのである。
紀元後1世紀、ホメーロス問題は、ユダヤ人の歴史家であったフラウィウス・ヨセフス（37年/38年〜100年）にとっての論争上の武器として役立てられた。アレクサンドリアの文法家でありホメーロス専門家でもあったアピオンに対して書かれた「ユダヤ人の上代について」（アピオンへの論駁）の中でヨセフスは、ギリシア人はユダヤ人よりもかなり遅くに読み書きを覚えた、と述べている。というのも、ギリシア最古の記念碑的著作であるホメーロスは「彼の詩作を、人が言うように、一度として文字によっては残さなかったのであり、彼の詩は記憶によって再提示されるが、故に多くの意味の通らない部分を含んでいるということである」からである。
ホメーロス問題はその後、14世紀中頃にフランチェスコ・ペトラルカ（1304年〜1374年）が採り上げるまで沈静化していた。ペトラルカはホメーロスを西欧世界に知らしめた人間である。近代に於ける問題への取り組みは、ホメーロスの詩に対する強い歴史的意味付けによって特徴づけられている。この取り組みによって、ホメーロスの正確な時間的位置づけや、ホメーロスの詩が置かれていた諸条件に対しての問題が提起されることとなった。こうした様相の下、オランダの歴史家ヨハネス・ペリゾニウス（1568年〜1631年）は古代についての論争を再び採り上げた。ペリゾニウスの理論によれば、ホメーロスは口述によって諸歌を詩作したが、その諸歌が後に書きとめられ、ペイシストラトスの指示によってアテーナイで組み合わされた結果イーリアスとオデュッセイアが成立した、という。
1715年に公表されたオベニャックのアベ（神父）であったフランソワ・エデランの説は、あまり真剣なものとは考えられなかった。エデラン説ではホメーロスという一人の人間の存在自体が争点となった。エデランはホメーロスの叙事詩のことを「悲劇と乞食や奇術師のごちゃまぜの路上歌謡」が組み合わされた断片集として考えていたからである。

## フリードリヒ・アウグスト・ヴォルフ以降の研究
このようなディレッタント的な議論を見たハレ大学教授フリードリヒ・アウグスト・ヴォルフは、主にヨセフスの所見によって支えられていた自身の見解をさらに発展させることを殆ど思いとどまろうとしていた。彼の見解とは、ホメーロスは文字で書かれたものは一切残していない、というものであった。しかし、ヴォルフは他の著名な批評家の支持を得て『ホメーロスへの序論』(Prolegomena ad Homerum)を著し、この本によって近代的なホメーロス研究が導入されることになった。

### 分析論
1795年、フリードリヒ・アウグスト・ヴォルフはホメーロス叙事詩全集の第一巻を編集した。ラテン語の序論中でヴォルフはホメーロスの叙事詩テクストの伝承を詳述することに力を入れた。その際ヴォルフは古代や同時代のホメーロスに関する論争をすべて分析し、諸論争を体系化して、既に知られていた生成理論の個々の部分から一つの仮説を打ち立てた。この仮説は方法論的かつ新規的なものであったため、ヴォルフの序論は学問としての文献学の基礎として通用するものになっている。
ヴォルフ理論の基本は古代初期の数世紀間には文字が存在しなかったという事実である。文字を通じたテクストの固定化が行われず、口頭による再現しか知られていなかった時代にホメーロスが生きていた以上、ホメーロスはあらすじの基的ライン（つまり確実に主要と言える中心部分）しか考え得なかったであろう、とヴォルフは言う。ラプソダイがこのようにして現前した基本構造を口述で拡張し、紀元前6世紀にアテーナイでペイシストラトスが手稿を使ってテクストを固定化し全体を作らせるまで、文面が変わった作品を基本構想に従ってさらに変容させた、と。このためヴォルフは、イーリアスとオデュッセイアは多数の詩人たちの共同創作である、というところから出発したのであり、彼によって狭義のホメーロス問題が発展するための一撃が加えられることになったのである（ヨハン・ヴォルフガング・フォン・ゲーテはこの仮説のその時代への影響について、1821年に"Tag- und Jahresheften"中で以下のように描写している。「その教養ある人間性はもっとも深い部分で興奮させられたのである。最も高度に意義深い論敵の諸根拠を論破し得なかったとしても、そういった人間性は、それ程素晴らしいものの起源であるところの源泉について考えるという、古来の意識や衝動を自ら完全には消し去ることはできなかった。」）。
ヴォルフ理論はやがて反論を受けることになった（1871年には初期ギリシア語に文字が存在したことが紀元前740年頃の出土品から証明されている）が、これに続く分析的なホメーロス文献学に、原－叙事詩つまり起源の詩句を、今に伝わっているテクストから言語的－文体的に及び構造的に基礎付けられた分析を通じて濾過するという契機を与えた。カール・ラッハマン（1793年〜1851年）はそのようにしてイーリアスを10から14の個別の歌に分解している。アドルフ・キルヒホフによっては、オデュッセイアの中で一人の編纂者によって「へたくそに結合させられた」二つの詩が識別された。
既にこの時代まで統一論（下記）との論争を続けてきた分析論は、1916年にはウルリヒ・フォン・ヴィラモーヴィッツ＝メレンドルフによってその最高点に達した。ヴィラモーヴィッツの中心的な関心事は、オリジナルの中核部分に何層にも渡って加えられてきたテクストの追加部分を再構成すること（ヴィラモーヴィッツは四人の編者について語っている）、さらにそうすることで「原－イーリアス」を現前する叙事詩から救い出すことであった。ヴィラモーヴィッツはホメーロスの中に、紀元前750年頃に既に存在していた複数のトロイア伝説の素材の円環による詩を、アキレウスの怒りという決定的な構想の下で構成した、一人の詩人を見出していた。こうしたホメーロスの「原－イーリアス」は、複数の詩人による四段階の編集過程に於いて後に変えられてしまった、とヴィラモーヴィッツは言う。叙事詩の統一はラッハマンに於いてはテクスト発展の最後に、ヴォルフに於いては最初に設定されていたのであるが、その後のヴィラモーヴィッツはこの統一を中間に置いたということになる。詩人の名前「ホメーロス」は後に、イーリアスより多くの原草稿や拡大部分からなるオデュッセイアの上に冠されたものである、とも彼は主張する。このテーゼをこのように具体的なレヴェルで証明することは困難であるが、言語的・文体的・文化的な考察に基いて、オデュッセイアはおそらく二世代を含む期間（約50年間）にイーリアスよりも遅く起草された可能性が高い、とは言われている。オデュッセイアの言語はより新しい形、より軽やかな流麗さを示しているし、オデュッセイアでは比喩の使用がイーリアスとは逆に強く限定されている。また、様式はイーリアスに比べるとあまり力強く英雄的な領域と結び付けられてはおらず、より小さな人生の領域に沈んでいるのである。
1947年からはヴィリー・タイラーによって、1952年からはペーター・フォン・デア・ミュール（1885年〜1970年）によって、分析は主導された。ミュールは二人の異なった古代の起草者の存在を根底に置いている。その内の古い方（ミュールによってホメーロスとされた）が原－草稿を著し、新しい方が紀元前6世紀に現存版を編集・拡張した、とミュールは言う。

### 統一論
統一論はホメーロス研究では少数派であったし、今でもそうである。近代においては、イーリアスの作者はホメーロスだったが、オデュッセイアは別人、場合によってはより若い世代の人物によって書かれた、とする立場が支配的であった。1933年、フェリックス・ヤコービーは双方の詩の共通の構成要素を示唆することで統一論に反論した。1938年には、統一論的なアプローチが、一人の根底の著者を前提とするヴォルフガング・シャーデヴァルトによって進められた。シャーデヴァルトは、叙事詩的な語りという手段を使った観察（両方の叙事詩に共通して用いられている手法のこと。例えば、遅延、つまりあらすじの展開を遅らせること、高揚のテクニック、絡み合いのための努力、遡及や先行解釈は、シゃーデヴァルトの議論の中の数例に過ぎない）や、文体論的方法による観察を主に用いることによって立論し、双方の叙事詩で場面が対応していることを示した。
おそらく、シャーデヴァルトは起源に立つ両方の叙事詩の著者を前提にしたのであろうが、叙事詩の生成理論に際しては、ホメーロスのみが叙事詩形成に参加したというような意見を代表するものではない。シャーデヴァルトの理論はフォン・デア・ミュールの理論と大部分で一致しており、二人の古代詩人を前提としているのである。それ故、シャーデヴァルトは統一論と新分析論の中間に立っているのである。

### 新分析論と口誦詩（オーラル・ポエトリー）研究
新分析論という概念は、ホメーロス文献学では、ホメーロス以前の詩はモティーフやあらすじの経過や出来事の結合といった点に関してホメーロスに影響を与えているという見方を排除することはないものの、ホメーロスが彼以前の詩を作り変えずに自身の作品に導入したことを前提とはしない、という研究の方向性を示している。分析者たちがホメーロス以前の叙事詩が拙劣な方法で相互に順序付けられて並べられているのを見ていたところで、新分析論の従事者は今や、伝統的な神話学や民話や叙事詩を自身の美的な要求のために受容した一人の詩人の手を見たのである。
新分析論の創始者としてはディートリヒ・ミュラーが該当すると言うことができる。新分析論の意義深い後継者は、『ホメーロス研究』を著したヨハネス・カクリディスである。
いわゆる口誦詩研究とは、主にホメーロス研究の言語的諸相についての調査に力点を置くものである。その発展は19世紀には既に始まっており、ライプツィヒ大学教授のゴットフリート・ヘルマン（1772年〜1848年）と統一論的分析者との論争と平行して進行していた。ヘルマンは1840年に初めて叙事詩の語法が口述のものであることを叙事詩のテクスト構造（これはヴォルフがただ一人理論的に行ったことであり、そこのためにヴォルフは頻繁に批判を受けていた）から導き出した人物であり、エピテタ・オルマンティア（"epitheta ormantia"、装飾的形容句を示すギリシア語）が埋めもの効果を持つことを認め、アオイドス（歌い手）たちの即興技術やそれに伴った言語形式について詳述した。
ヘルマンによって打ち立てられた口誦性理論は、アメリカ人ミルマン・パリーの研究で継続された。パリーは口誦詩の概念を初めて用いた人物である。パリーは1928年にフランス語で書いた論文"L'Epithète traditionelle dans Homère"（『ホメーロスの伝統的な形容句』）で、先行する形式研究者を受け継いで、はっきりと韻律（ヘクサメトロス）の強制によって引き起こされるエピテタ・オルマンティア現象について調査した。パリーが前提としたのは、ホメーロスの語法は明らかに後代の詩とは別の法則に従っているに違いないということであり、それ故にヘルマンと同じく詩の形式性に固執したのである。形容句と名前の結合の明確な文体論とその詩句との両面的な関係から、パリーは著書『叙事詩の経済性の法則』を著した。
「ホメーロスの語法に於いては、一人の同一な人物もしくは事物のため、韻律論的・意味論的に異なった複数の形容句－名前結合が用いられていことがあるかもしれないが、（明らかに記憶の負担軽減のため）多くの場合では、一つの特定の詩句には常に一つの形容句－名前結合が使われているに過ぎない。（韻律的には等価であるが意味論的には異なっている任意の語句が使用され得るにも拘らず）」
パリーはさらに、このような技術やかくも豊富な形式のレパートリーが発展するには数世代を要すると主張した。このため、このような叙事詩の語法は当時存在していた伝統に支配されているものであることは明らかである、とも言う。こうして導き出された伝統性から、パリーはその背後にある、期待に満ちた公衆の前に立つ支配者による、口述での即興を強制する圧力の存在を推測した。さらにパリーは、確認材料として、未だ現存しているセルボ・クロアチア語の民衆叙事詩を考察の対象とした。
想像すれば言い得ることであるが、草稿を書き留めることができる詩人と異なって、歌い手は実演の最中に次の語を考えたり言い換えを決めたり既にある詩句にもう一度目を通したりする時間を一切持たない。ある詩句の中で正しい場所に置かれるはずの形式は、発明し難いものである。歌はおのずから生じていくので、歌い手はすべてのフレーズを相互に試してみることはできない。物語を語るため、歌い手は語群の集まりから手持ちの表現を選ぶ（叙事詩的な語法）。そういった表現は他の歌い手のものかもしれないが、彼が覚えておいたものなのである。そのような固定化される以前のすべてのフレーズによって、ある特定の考えが、所定の詩句の長さに適合するように作られた語句を使って表現される。
パリーが言うには、仮に語りの構造を分析することで矛盾や非論理的なものが白日の下に曝されるのであれば、矛盾や非論理は個別の一人の起草者の誤りに帰せられるべきではなく、複数の源泉からの抜粋が不完全に結合されたことによる非リズム性、つまり起草者が複数存在していたことに帰せられるべきである。同時に作品は、伝統的な体系を使用した一人の著者の創作でもあり得る（ここでは新分析論的な思考法が認められる）。
パリーの理論は、弟子のアルバート・B・ロードによって継承された。第二次世界大戦後は、ミルマン・パリーに続いてその理論を継承し立て直す時代になったのである。1980年代にはパリー理論を越えての初めての実際の進捗があった。特に言語科学上の研究によって、叙事詩の言語の伝統はパリーが推測した以上に古く、紀元前16世紀にまで遡るものであることが示された。1987年、エドザード・ヴィッサー（1954年生まれ）は、パリー理論を形容句への限定から救い出し、ヘクサメトロス即興に際しての詩句生成の全過程を追体験することに成功した。パリーが考えたようなテクスト構成要素の結合によっては歌い手はヘクサメトロスを形成せず、すべての新規の詩句で、ヴァリアント（交換可能な要素）によってその都度任意に埋め合わせを行いつつ、決定的な要素を先行して設置することで、ヘクサメトロスを作り出すのだという。さらに歌い手は、まだ残っている詩句の自由部分を自由な埋め合わせによって満たすのである。その際、歌い手は形式構成要素を用いることができるが、形式構成要素がなかったとしても新しい文章を創作することができる。

## 文献
重要な論文は以下の通り：
- Joachim Latacz (Hrsg.): Homer. Tradition und Neuerung (Wege der Forschung 463), Darmstadt 1979
- I. Morris and B. Powell (ed.): A New Companion to Homer, New York 1997
- Robert Fowler (ed.): The Cambridge Companion to Homer. Cambridge 2004. ISBN 0-521-81302-6

詳細は：
- Adam Parry (ed.) The Making of Homeric Verse: The Collected Papers on Milman Parry, Oxford 1971
- Alfred Heubeck: Die homerische Frage. Ein Bericht über die Forschung der letzten Jahrzehnte (Erträge der Forschung 27), Darmstadt 1974
- Joachim Latacz: Formelhaftigkeit und Mündlichkeit, in: J. Latacz (Hrsg.), Homers Ilias. Ein Gesamtkommentar. Prolegomena, München/Leipzig 2000, S. 39–59

「ホメーロス問題」の歴史について：
- Friedrich August Wolf: Prolegomena ad Homerum. 1795. Reclam, Leipzig [1908] (dt.)
- Friedrich August Wolf: Prolegomena to Homer. 1795. Princeton Univ. Press, Princeton, N.J. 1988. (engl.)  ISBN  0-691-10247-3